# Rick Ferrell
Richard Benjamin Ferrell (Durham, Carolina del Norte, 12 de octubre de 1905-Bloomfield Hills, Míchigan, 27 de julio de 1995), más conocido como Rick Ferrell, fue un jugador profesional estadounidense de béisbol que se desempeñó en la posición de cácher en las Grandes Ligas de Béisbol (MLB). Es miembro del Salón de la Fama del Béisbol.

## Carrera
Ferrell jugó como profesional cinco temporadas en Baltimore Orioles (1929-1933), después pasó a Boston Red Sox (1933-1937), luego a Washington Senators (1937-1941), posteriormente regresó a Baltimore Orioles (1941-1943), y finalmente, volvió a Washington Senators, donde jugó tres temporadas (1944-1945, 1947), y fue el equipo en el que se retiró.

## Reconocimiento
En 1984, ingresó como miembro al Salón de la Fama del Béisbol.